# 我的僵尸女儿 (韩国电影)
是一部2025年上映的韓國喜劇片，改編自李胤昌作家於Naver Webtoon連載的同名網絡漫畫，由《綁架影帝黃晸珉》導演畢鑑盛執導，曹政奭、李姃垠、曹汝貞、尹敬浩、崔惟理主演，将于2025年7月30日在韩国上映。

## 劇情概要
這是一部以殭屍為背景的溫情喜劇。故事講述單親爸爸李正桓（曹政奭 飾）跟女兒秀雅（崔惟理 飾）遭逢殭屍病毒爆發，在秀雅不慎感染成為殭屍後，正桓帶著女兒躲回老家，直至女兒成為世界上僅存的唯一一隻殭屍，一家人展開了一段引人入勝的奮鬥故事。

## 演員陣容

### 主要人物
| 演員   | 角色   | 介紹 |
| ------ | ------ | --- |
| 曹政奭 | 李正桓 | 秀雅的父親，試圖讓殭屍女兒重新變回人類的「女兒傻瓜」父親。殭屍病毒爆發前是一名動物園猛獸專門飼養員。                                                   |
| 李姃垠 | 金凡順 | 正桓的母親，住在漁村精力充沛又慈愛的女士，輕鬆訓服了殭屍秀雅。                                                                                         |
| 曹汝貞 | 申妍花 | 正桓的初戀，被任命為漁村教師。 |
| 尹敬浩 | 趙東培 | 正桓的兒時好友。 |
| 崔惟理 | 李秀雅 | 正桓的女兒，與父親關係良好的15歲中學生。殭屍病毒爆發後不慎感染成為殭屍，韓國宣布戒嚴並將所有殭屍被鎮壓，局勢平靜下來後，她成為韓國僅存的最後一隻殭屍。 |

## 製作

### 發展
2024年4月12日，據媒體報道Naver Webtoon子公司Studio N確定將網絡漫畫《我的殭屍女兒》電影化，這部漫畫作品已於2022年被製作成動畫，電影將由曾執導電影及影集《運氣好的日子》的畢鑑盛擔任導演。據悉，前期製作階段於2024年下半年完成，年內開機拍攝。同年6月已開始劇本研讀，7月4日確定將由NEW負責主要投資與發行，這是Studio N與NEW的首次合作。

### 選角
2024年6月20日，演員曹政奭、李姃垠、崔惟理分別透過各自的經紀公司宣布確定出演。同年7月9日，片方宣布曹汝貞、尹敬浩確定出演。

### 拍攝
该片于2024年8月开始主体拍摄，同年12月前后杀青。

### 损益平衡点
据媒体报道，该片损益平衡点约为220万观影人次。

## 发行
2025年5月1日发布首款预告海报，定于同年7月30日在韩国正式上映；8月自台湾起在亚洲和大洋洲的22个主要国家和地区依次上映。

### 票房
影片在韩国上映首日吸引43万91人次观影，除夺得单日票房冠军之外，亦超过《碟中谍8：最终清算》刷新韩国年度最佳开画票房，此外该成绩也超过《极限职业》成为韩国喜剧电影史上的最高开画纪录，也是近5年来上映的非续集韩国电影中最高的开画票房。